# Distrikt Musga
Der Distrikt Musga liegt in der Provinz Mariscal Luzuriaga in der Region Ancash in West-Peru. Der Distrikt wurde am 12. Mai 1962 gegründet. Er besitzt eine Fläche von 38,9 km². Beim Zensus 2017 wurden 1035 Einwohner gezählt. Im Jahr 1993 lag die Einwohnerzahl bei 1260, im Jahr 2007 bei 1094. Die Distriktverwaltung befindet sich in der 2970 m hoch gelegenen Ortschaft Musga mit 339 Einwohnern (Stand 2017). Musga liegt 5 km südsüdöstlich der Provinzhauptstadt Piscobamba.

## Geographische Lage
Der Distrikt Musga liegt im zentralen Süden der Provinz Mariscal Luzuriaga. Der Río Pomabamba und der Río Yanamayo fließen entlang der südwestlichen bzw. südlichen Distriktgrenze nach Osten.
Der Distrikt Musga grenzt im Südwesten an den Distrikt Lucma, im Nordwesten an den Distrikt Pomabamba, im Nordosten an die Distrikte Fidel Olivas Escudero und Eleazar Guzmán Barrón, im Osten an den Distrikt Llama sowie im Süden an den Distrikt Yauya (Provinz Carlos Fermín Fitzcarrald).